# Rolls-Royce Kestrel
Pour les articles homonymes, voir Kestrel.
Le Kestrel ou type F est un moteur d'avions de l'entre-deux-guerres, conçu et fabriqué par la firme britannique Rolls-Royce. Il s'agit du premier moteur à bancs de cylindres monobloc du motoriste, et il préfigure le style de la plupart de ses futurs modèles de moteurs à pistons. Il demeure quelque peu méconnu, mais il eut d'excellents états de service sur un certain nombre de chasseurs britanniques de l'époque.
Ironie du sort, le Kestrel équipa les prototypes de certains avions militaires allemands, dont les versions postérieures ont ensuite été utilisées pendant la bataille d'Angleterre. Plusieurs moteurs Kestrel restent en état de marche en 2010.

## Conception et développement

### Origine
Le Kestrel arriva à la suite de l'excellent Curtiss D-12, très inspiré des Hispano-Suiza V8, et qui furent les premières véritables réussites de moteurs à bancs de cylindres monobloc. Les conceptions antérieures utilisaient des cylindres en acier usinés individuellement puis vissés séparément sur un carter, alors que les bancs monoblocs utilisent un seul bloc d'aluminium qui est usiné pour recevoir les cylindres d'acier. Le résultat est à la fois plus simple à construire, plus léger et beaucoup plus résistant, ne nécessitant qu'un investissement en nouveau matériel d'usinage.
Le D-12 a été l'un des moteurs les plus puissants de son époque, et il n'a cessé de battre les records établis par les moteurs de forte puissance contemporains. Aucune société britannique ne pouvait rivaliser, et quand Fairey en importa 50 (les renommant Fairey-Felix), le ministère de l'Air en eut assez et ordonna à Napier & Son et Rolls-Royce de commencer à travailler sur leurs propres moteurs à bancs monobloc.
Arthur Rowledge (en), l'un des ingénieurs en chef de Napier et le concepteur du moteur Napier Lion, en désaccord avec sa direction, démissionna pour entrer chez Rolls. Ce seul changement diminua l'effort de conception chez Napier, alors que Rolls trouvait un second souffle. Appliquant tous les progrès connus depuis les débuts du D-12, Rowledge conçut le nouveau moteur pour utiliser la suralimentation à toutes les altitudes, lui permettant de surclasser les moteurs à aspiration naturelle.

### Système de refroidissement
Une avancée majeure dans le Kestrel est l'utilisation d'un système de refroidissement pressurisé. L'eau sans aditif (glycol ou similaire) bout à 100 °C à pression atmosphérique normale, mais cette température diminue avec l'altitude. La quantité de chaleur extraite du moteur est fonction de la température du liquide de refroidissement et de son volume. Or, comme le liquide de refroidissement doit être maintenu en dessous de son point d'ébullition, une quantité croissante de liquide doit donc être utilisée, avec un radiateur plus important pour le refroidir. La solution a donc consisté à pressuriser le système de refroidissement complet, ayant pour effet non seulement d'empêcher la diminution des performances du refroidissement avec l'altitude, mais aussi d'élever le point d'ébullition au sol. Le Kestrel a ainsi été construit pour maintenir une pression suffisante pour conserver le point d'ébullition à 150 °C.

### Améliorations

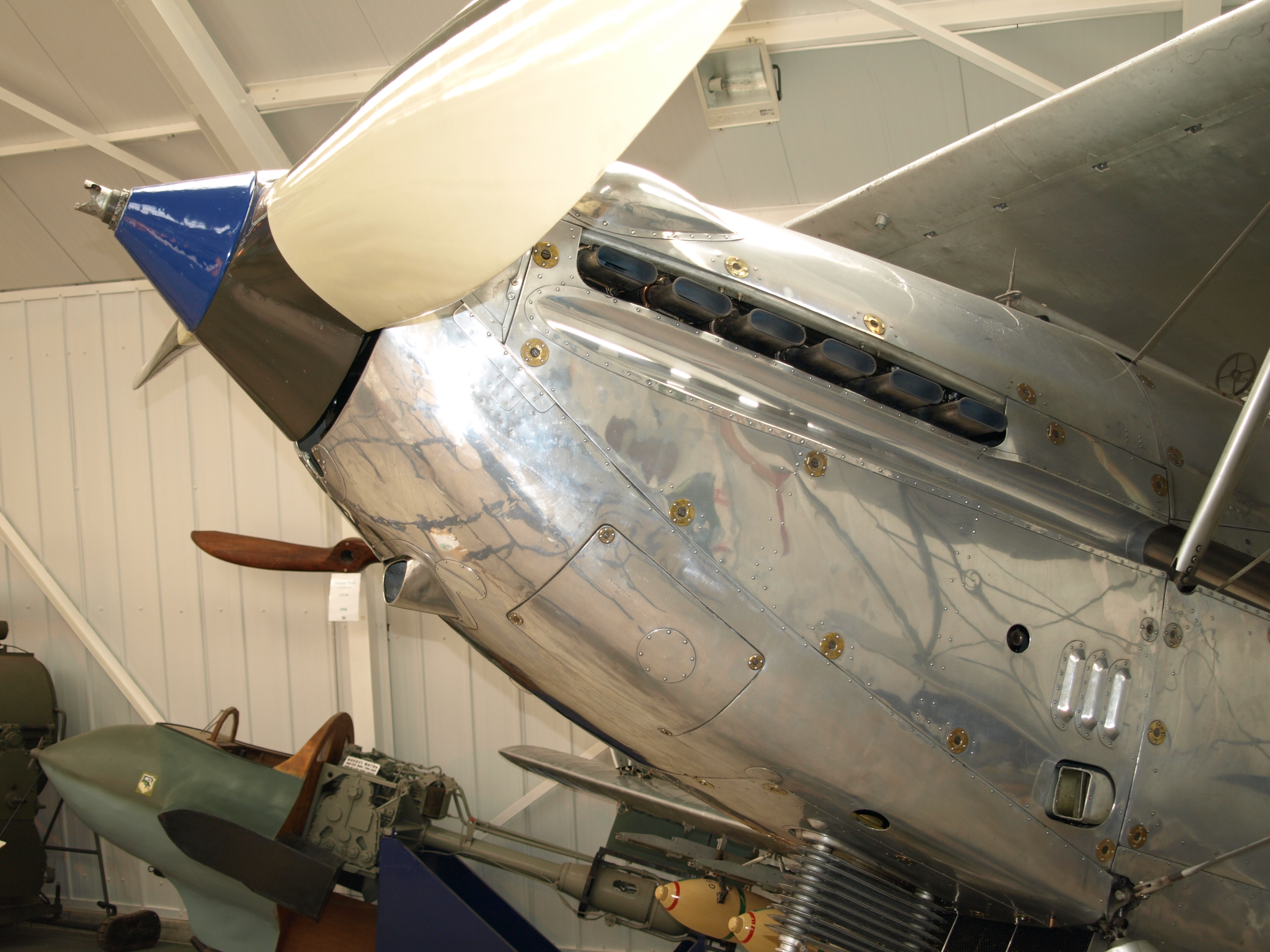
Installation carénée du Kestrel sur le Hawker Hind

La première version du moteur fut produite en 1927, avec une puissance de 450 ch (340 kW), et a été rapidement améliorée à sa version IB, passant à 525 ch (390 kW). Cette version a été largement utilisée sur la série des Hawker Hart, pilier des forces aériennes britanniques au début des années 1930. Toutefois, il ne fallut pas longtemps pour que des améliorations en augmentent considérablement la puissance. Le modèle V offrait 695 ch (520 kW) à 3 000 tr/min sans changement important dans la conception, tandis que le XVI utilisé dans le Miles Master délivrait 670 ch (500 kW).
Le Ministère de l'Air du Reich (RLM) acquit quatre moteurs Kestrel VI en échange d'une version banc d'essai du Heinkel He 70 Blitz. En 1935, Messerschmitt testa son premier prototype du Bf 109 V1 avec un de ces moteurs Kestrel, car le moteur prévu, de conception allemande, n'était pas encore prêt. Junkers utilisa également un Kestrel pour le prototype du Junkers Ju 87 "Stuka". D'autres prototypes les utilisèrent, dont le Arado Ar 80.
La plus grande disponibilité de carburant pour avion à indice d'octane plus élevé vers la fin des années 1930 a permis au moteur d'être porté à des puissances plus élevées sans avoir à subir de détonation, et le Kestrel a finalement atteint une puissance de 720 ch (537 kW) dans sa version XXX de 1940.
Les évolutions du Kestrel furent le Goshawk (qui n'était qu'un Kestrel IV spécialement équipé pour être refroidi par évaporation), et le Peregrine (et donc le Vulture). Dans la pratique, les développements du Peregrine et du Vulture furent perturbés et ils furent tous deux abandonnés, avec relativement peu d'unités construites.

### Versions
Le Kestrel fut produit en 40 versions distinctes qui peuvent être divisées en trois groupes principaux: à aspiration naturelle, moyennement suralimentés et entièrement suralimentés. Une variante, le Kestrel VIII, fut configuré en "moteur à hélice propulsive" pour l'hydravion Short Singapore. En dehors de la suralimentation, les différentes évolutions furent basées sur la modification du taux de compression et du rapport du réducteur d'hélice.

## Applications

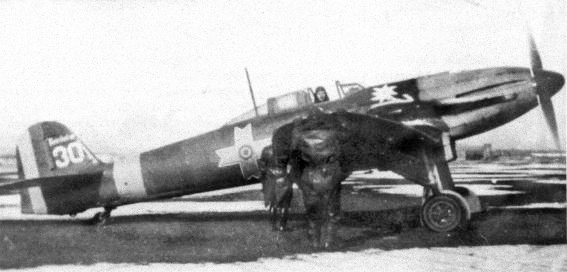
Le prototype Heinkel He 112 motorisé Kestrel.

Note:
Aviation
- Airco DH.9
- Avro 604 Antelope
- Blackburn Nautilus
- Blackburn Sydney
- Fairey Fleetwing (en)
- Fairey Hendon
- Fairey S.9/30 (en)[10]
- Fokker D.XVII
- Gloster Gnatsnapper (en)
- Gloster TC.33 (en)[11]
- Gloster TSR.38 (en)
- Handley Page Hamilton (en)
- Handley Page Heyford
- Handley Page H.P.30
- Hawker Audax
- Hawker Demon
- Hawker Fury
- Hawker Hardy
- Hawker Hart
- Hawker Hind
- Hawker Hornet
- Hawker Nimrod
- Hawker Osprey
- Heinkel He 70 G-1
- Heinkel He 112
- Henschel Hs 122
- Junkers Ju 86
- Junkers Ju 87
- Messerschmitt Bf 109
- Miles M.9 Master
- Miles Kestrel (en)
- Parnall Pipit (en)
- Praga E-45[12]
- Renard R.31
- Saro A.10 (en)
- Short Gurnard (en)
- Short Singapore
- Supermarine Scapa
- Supermarine Southampton
- Vickers Type 123 (en)
- Vickers Type 150 (en)
- Vickers Type 163 (en)
- Westland Wizard (en)

Autres applications
- Speed of the Wind (en)

## Survivants
Un Hawker Hind est détenu et exploité par la Collection Shuttleworth et vole régulièrement durant les mois d'été.
Un Hawker Demon privé, entreposé avec la collection Shuttleworth, est le dernier en état de marche. Ces deux appareils sont équipés d'un moteur Rolls-Royce Kestrel V.

### Moteurs en exposition
Des Rolls-Royce Kestrel préservés, sont présentés au public dans les musées suivants:
- Brooklands Museum (en)
- Imperial War Museum Duxford
- Royal Air Force Museum Cosford
- Royal Air Force Museum London
- Science Museum de Londres

## Caractéristiques
Source :
Caractéristiques générales (Kestrel V)
- Type : Moteur à refroidissement liquide, V12 à 60°, suralimenté
- Alésage : 127 mm (5 in)
- Course : 139,7 mm (5,5 in)
- Cylindrée : 21,24 litres
- Longueur : 1 895 mm
- Largeur : 620 mm
- Hauteur : 905 mm
- Masse à sec : 434 kg

Composants
- Distribution : deux soupapes d'admission et deux soupapes d'échappement par cylindre, soupapes parallèles actionnées directement par un arbre à cames en tête unique dans chaque banc de cylindre, via quatre basculeurs à axe déporté.
- Culasses : non détachables, intégrées au bloc-cylindres. Les chambres de combustion sont à fond plat, "en galette" (pancake head).
- Taux de compression : 6,0:1
- Bloc-cylindres : monobloc, en aluminium coulé et émaillé. Les chemises d'acier sont du type "à chemise humide", l'étanchéité est assurée par pincement de collerettes en parties haute et basse.
- Compresseur : centrifuge à un seul étage, entrainement mécanique par pignons, une seule vitesse.
- Système d'alimentation en carburant : Un carburateur Rolls-Royce aspiré.
- Carburant : essence d'indice d'octane 87.
- Système de refroidissement : par liquide, sous pression (150 °C).
- Réducteur : à pignons droits, rapport 0,533:1

Performances
- Puissance développée :
  - 685 bhp (511 kW) au décollage à 2 240 tr/min
  - 631 bhp (471 kW) à 2 900 tr/min à 4 400 m d'altitude
- Puissance spécifique : 24,08 kW/l (30 bhp/l)
- Consommation spécifique : 328 g/kWh
- Consommation d'huile : 11 g/kWh
- Puissance massique : 1,18 kW/kg